# سامانه پرداخت خودکار بکس

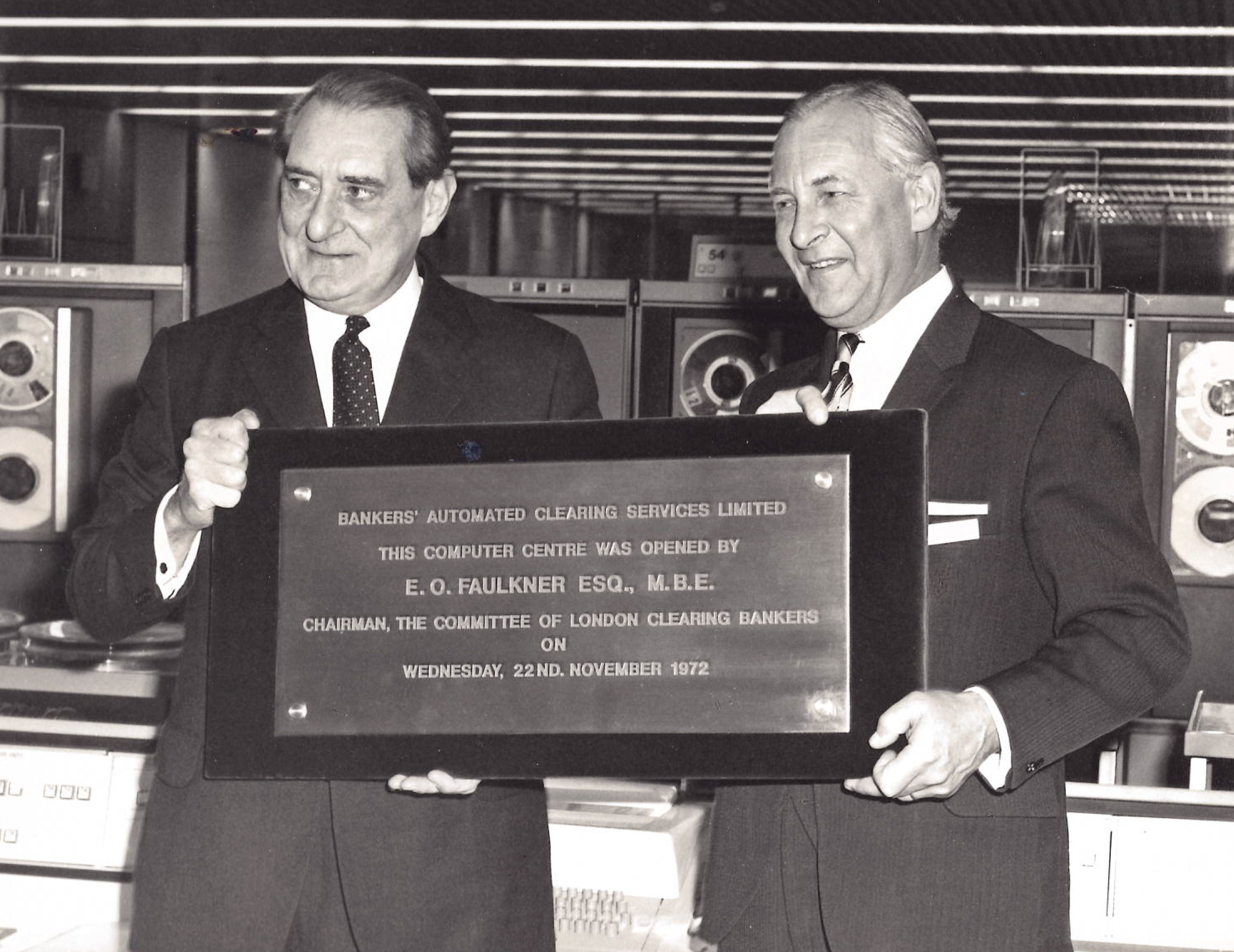
گشایش رسمی بکس با حضور دنیس گلادول، رئیس بکس (سمت راست)

شرکت طرح‌های پرداخت بکس با مسئولیت محدود (به انگلیسی: Bacs Payment Schemes Limited)، که پیش‌تر به نام سامانه خودکار تسویه بانک‌داران (Bankers' Automated Clearing System) شناخته می‌شد، مسئولیت تسویه و پردازش تراکنش‌های خودکار پرداخت‌ مستقیم (Direct Debit)، پرداخت‌های اعتباری بکس و ارائه خدمات به اشخاص ثالث را بر عهده دارد.
در تاریخ ۱ مه ۲۰۱۸، شرکت بکس به یکی از زیرمجموعه‌های پی.یو. کی (Pay.UK) که پیش‌تر به عنوان اپراتور جدید سیستم پرداخت شناخته می‌شد، تبدیل شد. وظایف مربوط به پرداخت مستقیم، پرداخت‌های اعتباری خودکار، خدمات تغییر حساب جاری، خدمات انتقال حساب‌های نقدی معاف از مالیات و فهرست کدهای شناسایی بانکی به پی.یو. کی واگذار شد.
از زمان آغاز فعالیت شرکت بکس، بیش از ۱۴۰ میلیارد تراکنش به حساب‌های بانکی در بریتانیا واریز یا از آن‌ها برداشت شده است؛ در سال ۲۰۱۹، ۶٫۵ میلیارد پرداخت به ارزش ۵ تریلیون پوند از طریق این سیستم انجام شد. در پایان نوامبر ۲۰۱۹، تعداد تراکنش‌های پرداخت‌شده در یک روز به رکورد ۱۲۴ میلیون رسید و در اوت ۲۰۱۸، رکورد ماهانه‌ای با پرداخت ۵۸۰ میلیون پرداخت ثبت شد.

## تاریخچه
کمیتهٔ فرعی الکترونیک کمیتهٔ بانکداران تسویه لندن در اواخر دههٔ ۱۹۵۰ تشکیل شد تا امکان خودکارسازی تسویه چک‌ها را بررسی کند. این کمیته در سال ۱۹۶۵ یک گروه کاری خدمات جدید تشکیل داد تا امکان تبادل داده بین بانک‌ها بدون استفاده از کاغذ را بررسی کند؛ به‌ویژه تبادل خودکار اعتبارات دستور پرداخت‌های ثابت. این امر منجر به ایجاد دفتر رایانه بین‌بانکی (Inter-Bank Computer Bureau - IBCB) در خانهٔ تسویه بانکداران (Bankers Clearing House - BCH) شد که وظیفه راه‌اندازی یک مرکز رایانه‌ای را بر عهده داشت و تحت هدایت دنیس گلادول (Dennis Gladwell)، توسعه و ایجاد خدمات خودکار تسویه بانکداران را پیگیری کرد.
انتقال الکترونیکی وجوه در سال ۱۹۶۸ در اتاق رایانهٔ خانهٔ تسویه بانکداران، آغاز شد. در سال ۱۹۷۱، محل جدیدی در یک انبار تبدیل‌شده در منطقه‌ای در شمال غربی لندن به ناک اِجوِر (Edgware) یافت شد که قبلاً توسط ایمی جانسون (Amy Johnson) و جیم مالیسون (Jim Mollison) برای پروازهای انفرادی به استرالیا استفاده شده بود. برنامه‌های ساخت یک مرکز رایانه‌ای اختصاصی در اوایل همان سال تهیه شد. این ساختمان در ژوئن ۱۹۷۲ تکمیل و تجهیزات آن در ماه ژوئیه آن سال به روی کار آمد. خدمات کامل رایانه‌ای پس از انتقال در اکتبر ۱۹۷۲ برقرار شد و دنیس گلادول (Dennis Gladwell) همراه با ای.او. فالکنر (E. O. Faulkner) این سایت را در روز چهارشنبه ۲۲ نوامبر ۱۹۷۲ به‌طور رسمی افتتاح کردند.
ابتدا دفتر رایانه بین‌بانکی، تحت کنترل کمیتهٔ سیستم‌ها و توسعهٔ خانهٔ تسویه بانکداران بود، اما بعداً به کمیتهٔ مدیریتی خود واگذار شد. این کمیته تصمیم گرفت یک شرکت مستقل ثبت کند و شرکت خدمات خودکار تسویه بانکداران (Bankers Automated Clearing Services) در تاریخ ۱۰ سپتامبر ۱۹۷۱ به ثبت رسید. این شرکت که نام اختصاری BACS را پذیرفت، این اختصار را در تاریخ ۱ دسامبر ۱۹۷۱ به‌عنوان نشان تجاری ثبت کرد. در تاریخ ۲۰ مارس ۱۹۸۶ نام این شرکت به BACS Limited تغییر یافت.
در تاریخ ۱ دسامبر ۲۰۰۳، شرکت طرح‌های پرداخت بکس (Bacs Payment Schemes Limited - BPSL) به‌عنوان یک سازمان غیرانتفاعی از شرکت بکس (Bacs Limited) جدا شد. این سازمان توسط اعضای صنعت بانکداری برای ترویج و تعیین قوانین مرتبط با طرح‌های پرداخت خودکار فعالیت می‌کرد، درحالی‌که شرکت بکس زیرساخت‌های لازم برای اجرای این طرح‌ها را در اختیار داشت. شرکت بکس یک سال با همین نام فعالیت کرد و سپس در تاریخ ۱۲ اکتبر ۲۰۰۴ به ووکا (Voca Limited) تغییر نام داد. شرکت ووکا در تاریخ ۲ ژوئیه ۲۰۰۷ با شبکهٔ تبادل لینک (LINK Interchange Network) ادغام شد و ووکالینک (Vocalink) نام گرفت. ووکالینک زیرساختی را که طرح‌های پرداخت بر روی آن فعالیت می‌کنند، در اختیار دارد و BPSL همچنان مدیریت این طرح‌ها را بر عهده دارد.
از سال ۲۰۰۳، کاربران بکس شروع به مهاجرت از خدمات شماره‌گیری تلفنی بکستِل (BACSTEL) که در سال ۱۹۸۳ جایگزین رسانه‌های مغناطیسی شده بود به بکستِل-آی‌پی (BACSTEL-IP)، یک سرویس اینترنتی سریع‌تر و ایمن‌تر کردند. همه کاربران بکس، از جمله کسب‌وکارهایی که پرداخت‌های تامین‌کنندگان خود را انجام می‌دهند یا حقوق کارکنان را به‌صورت الکترونیکی پرداخت می‌کنند، ملزم به انتقال به بکستِل-آی‌پی تا پایان دسامبر ۲۰۰۵ شدند، یا باید استفاده از چک‌ها را از سر می‌گرفتند. با معرفی بکستِل-آی‌پی، تمام نرم‌افزارهای مورد استفاده برای اتصال به بکس نیاز به تأیید داشتند و اتصال تنها با استفاده از نرم‌افزارهای موجود در فهرست تأمین‌کنندگان راهکارهای تأییدشده بکس (Bacs Approved Solution Suppliers - BASS) یا دفاتر تأییدشده امکان‌پذیر بود. or an approved bureau.
در سال ۲۰۰۸، کاربران جدید سرویس‌ها ملزم شدند از سیستم آدیس (AUDDIS) استفاده کنند؛ سیستمی که ارسال دستورهای جدید پرداخت مستقیم به بانک یا موسسات مالی مشتریان را به‌طور الکترونیکی انجام می‌دهد. در همین زمان، حجم پرداخت‌های مستقیم از سه میلیارد عبور کرد؛ این حجم در سال ۲۰۱۳ به ۳٫۵ میلیارد رسید و از سال ۱۹۶۸ تاکنون ۱۰۰ میلیارد پرداخت پردازش شده است.

## محصولات و خدمات

### پرداخت مستقیم (Direct Debit)
پرداخت مستقیم، دستوری است از مشتری به بانک (یا مؤسسه مالی) که به شخص ثالث اجازه می‌دهد مبلغی را از حساب دریافت کند، که اغلب برای پرداخت‌های منظم استفاده می‌شود. در سال ۲۰۱۹ بیش از ۴٫۵ میلیارد پرداخت مستقیم پردازش شد.

### اعتبار مستقیم بکس (Bacs Direct Credit)
اعتبار مستقیم بکس، سرویسی است که به سازمان‌ها این امکان را می‌دهد که پرداخت‌ها را به‌طور مستقیم به حساب‌های بانکی یا موسسات مالی واریز کنند. بیش از ۱۵۰٬۰۰۰ سازمان در بریتانیا از اعتبار مستقیم بکس استفاده می‌کنند و این سرویس به‌طور گسترده‌ای برای پرداخت‌های مزایا، دستمزد و حقوق استفاده می‌شود. تقریباً ۹۰ درصد از نیروی کار کشور از طریق اعتبار مستقیم بکس، پرداخت می‌شود و یک میلیارد پرداخت مزایا از طریق اعتبار مستقیم بکس، انجام می‌شود. این روش پرداخت برای سایر کاربردها مانند پرداخت‌های مستمری، هزینه‌های کارکنان، تسویه‌حساب‌های بیمه، سود سهام و بازپرداخت‌ها نیز استفاده می‌شود.

### خدمت جابه‌جایی حساب جاری
از زمان معرفی این سرویس در سپتامبر ۲۰۱۳، بیش از ۶ میلیون حساب جاری در بریتانیا جابجا شده است. این سرویس نرخ موفقیت جابجایی هفت‌روزه ۹۹٫۴ درصد را گزارش کرده است. همچنین خدمات جابجایی حساب جاری به مصرف‌کنندگان، کسب‌وکارهای کوچک، امان‌دارها و خیریه‌های کوچک این امکان را می‌دهد که حساب‌های جاری خود را جابجا کنند تا رقابت را افزایش دهند و ورود بانک‌های جدید به بازار حساب‌های جاری را پشتیبانی کنند. این سرویس توسط ۴۹ بانک و مؤسسه مالی ارائه می‌شود.
هنگامی که حساب جاری جدیدی با بانک یا مؤسسه مالی باز می‌شود، سرویس جابجایی حساب جاری، فعالیت‌های حساب قدیمی را به حساب جدید منتقل می‌کند. اگرچه این فرایند طی هفت روز کاری انجام می‌شود، انتقال حساب در روز نهایی صورت می‌گیرد و مشتریان از حساب قدیمی تا روز جابجایی توافق شده استفاده می‌کنند. پس از انتقال داده‌ها به حساب جدید، همهٔ امور بانکی بدون هیچ‌گونه وقفه‌ای در ارائه خدمات صورت می‌گیرند. این سرویس با ضمانت جابجایی حساب جاری پشتیبانی می‌شود که وعده می‌دهد در صورت بروز هزینه یا شارژی به دلیل جابجایی، مبلغ به حساب‌دار بازپرداخت شود.

### سایر خدمات
سرویس انتقال حساب نقدی ISA که در اکتبر ۲۰۱۲ معرفی شد، فرایند انتقال سریع‌تر و آسان‌تری را ارائه می‌دهد و همزمان استفاده از فرآیندهای کاغذی را کاهش داده و کارایی را افزایش می‌دهد. سرویس به‌روزرسانی فاکتور (Biller Update Service) در ژوئن ۲۰۱۳ معرفی شد.
اعتبار مستقیم بکس خدمتی است که به سازمان‌هایی در هر اندازه اجازه می‌دهد پرداخت‌ها را مستقیماً به حساب بانکی یا صندوق پس‌انداز ساختمانی واریز کنند. بیش از ۱۵۰٬۰۰۰ سازمان در بریتانیا از اعتبار مستقیم بکس استفاده می‌کنند و این روش به‌طور گسترده برای پرداخت مزایا، دستمزد و حقوق مورد استفاده قرار گرفته است – نزدیک به ۹۰ درصد از نیروی کار کشور از این طریق حقوق دریافت می‌کند و یک میلیارد پرداخت مزایا از طریق اعتبار مستقیم Bacs انجام می‌شود – این روش همچنین برای طیف وسیعی از کاربردهای دیگر مانند پرداخت حقوق بازنشستگی، هزینه‌های کارکنان، تسویه‌حساب‌های بیمه، سود سهام و بازپرداخت‌ها مورد استفاده قرار می‌گیرد.

## توسعه‌های بیشتر
بکس در سال ۲۰۱۴ رکورد ۵٫۸ میلیارد تراکنش را به ارزش ۴٫۴ تریلیون پوند پردازش کرد که شامل ۳٫۶ میلیارد پرداخت مستقیم (Direct Debit) می‌شد. سال بعد، تعداد تراکنش‌های پرداخت مستقیم از شش میلیارد فراتر رفت و ارزش آن به ۴٫۶ تریلیون پوند رسید. همچنین تعداد تراکنش‌های پرداخت مستقیم در سال ۲۰۱۵ نسبت به سال قبل، ۲۳۹ میلیون عدد افزایش یافت. در ژوئیه ۲۰۱۵، بکس رکورد جدیدی با پردازش ۱۰۳ میلیون تراکنش در یک روز ثبت کرد. همان سال اعلام شد که تعداد کل پرداخت‌های پردازش‌شده توسط بکس از سال ۱۹۶۸ تاکنون به بیش از ۱۱۰ میلیارد عدد رسیده است.
در سال ۲۰۱۶، بکس ۶٫۲۲ میلیارد تراکنش به ارزش ۴٫۸ تریلیون پوند پردازش کرد و تعداد تراکنش‌های پرداخت مستقیم از چهار میلیارد عبور کرد. همان سال، دو رکورد جدید در پردازش روزانه ثبت شد. ۱۰۹٫۳ میلیون پرداخت در پایان سپتامبر که رکورد قبلی (۱۰۳٫۷ میلیون تراکنش در آوریل) را شکست. در سال ۲۰۱۷، تعداد تراکنش‌های پردازش‌شده به ۶٫۳۴ میلیارد رسید که ارزشی معادل ۴٫۹ تریلیون پوند داشت.
در پایان نوامبر ۲۰۱۸، تعداد تراکنش‌های روزانه پردازش‌شده توسط بکس به رکورد ۱۲۳ میلیون رسید و در ماه اوت همان سال، رکورد ماهانه با ۵۸۰ میلیون تراکنش ثبت شد. در ژانویه ۲۰۱۹، اعلام شد که بکس در سال ۲۰۱۸ رکورد ۶٫۴ میلیارد پرداخت به ارزش نزدیک به ۵ تریلیون پوند را پردازش کرده است. همچنین در سال ۲۰۱۹، ۶٫۵ میلیارد تراکنش به ارزش ۵ تریلیون پوند پردازش شد و رکورد ۱۲۴ میلیون تراکنش در یک روز در پایان نوامبر ثبت گردید.
بکس فعالیت خود را به خدمات شخص ثالث مانند سرویس انتقال نقدی ISA و همچنین توسعه، مدیریت و مالکیت سرویس جابجایی حساب جاری گسترش داده است که از سپتامبر ۲۰۱۳ آغاز شد. این سرویس با تضمین جابجایی سریع‌تر حساب‌ها، زمان لازم برای تغییر حساب‌های جاری مصرف‌کنندگان، کسب‌وکارهای کوچک و خیریه‌ها را به هفت روز کاری کاهش داده و تاکنون بیش از ۶ میلیون تغییر حساب را تسهیل کرده است. در ۱ مه ۲۰۱۸، بکس به یک شرکت کاملاً وابسته به پِی. یو. کی Pay.UK تبدیل شد.